# Relais 4 × 400 mètres féminin aux Jeux olympiques d'été de 1996
Navigation
Barcelone 1992 Sydney 2000
L'épreuve du relais 4 × 400 mètres féminin aux Jeux olympiques de 1996 s'est déroulée les 2 et 3 août 1996 au Centennial Olympic Stadium d'Atlanta, aux États-Unis.  Elle est remportée par l'équipe des États-Unis (Rochelle Stevens, Maicel Malone, Kim Graham et Jearl Miles).

## Résultats

### Finale
| Rang               | Athlète                                                                    | Pays       | Temps         |
| ------------------ | -------------------------------------------------------------------------- | ---------- | ------------- |
| Médaille d'or      | Rochelle Stevens Maicel Malone Kim Graham Jearl Miles                      | États-Unis | 3 min 20 s 91 |
| Médaille d'argent  | Bisi Afolabi Fatima Yusuf Charity Opara Falilat Ogunkoya                   | Nigeria    | 3 min 21 s 04 |
| Médaille de bronze | Uta Rohländer Linda Kisabaka Anja Rucker Grit Breuer                       | Allemagne  | 3 min 21 s 14 |
| 4                  | Merlene Frazer Sandie Richards Juliet Campbell Deon Hemmings               | Jamaïque   | 3 min 21 s 69 |
| 5                  | Tatyana Chebykina Svetlana Goncharenko Yekaterina Kulikova Olga Kotlyarova | Russie     | 3 min 22 s 22 |
| 6                  | Idalmis Bonne Julia Duporty Surella Morales Ana Fidelia Quirot             | Cuba       | 3 min 25 s 85 |
| 7                  | Nadeżda Kostovalová Ludmila Formanová Helena Fuchsová Hana Benesová        | Tchéquie   | 3 min 26 s 99 |
| 8                  | Francine Landre Viviane Dorsile Evelyne Elien Elsa Devassoigne             | France     | 3 min 28 s 46 |

## Légende
Records et Performances
- AR : Record continental (area record)
- CR : Record des championnats (championship record)
- MR : Record du meeting (meet record)
- NR : Record national (national record)
- OR : Record olympique (olympic record)
- PR : Record paralympique (paralympic record)
- PB : Record personnel (personal best)
- SB : Meilleure performance personnelle de la saison (season's best)
- WL : Meilleure performance mondiale de l'année (world leader)
- WJR : Record du monde junior (world junior record)
- WR : Record du monde (world record)

Circonstances et Conditions
- DNF : N'a pas terminé (did not finish)
- DNS : N'a pas pris le départ (did not start)
- DQ : Disqualification (disqualification)
- NM : Aucun essai valable enregistré (No Mark)
- Q : Qualifié « directement » au prochain tour (ou à la prochaine compétition), lors d'une compétition majeure, grâce au classement ou à la réalisation des minima (automatic qualifier)
- q : Qualifié au prochain tour (ou à la prochaine compétition), lors d'une compétition majeure, grâce au repêchage ou à la réalisation de l'une des meilleures performances parmi celles des « non qualifiés directement » (grâce au meilleur temps ou à la meilleure distance par exemple) (secondary qualifier)